# Deafheaven
A Deafheaven amerikai metalegyüttes 2010-ben alakult a kaliforniai San Franciscóban. 

## Története
Eleinte kétemberes projekt volt (George Clarke és Kerry McCoy, az alakulat alapító tagjai), 2010-ben hozták nyilvánosságra első demójukat, amely az Untitled, vagyis névtelen nevet kapta. Az EP-t követően a zenekar egy harmadik taggal bővült, és elkezdtek turnézni. 2010 vége felé több kiadó figyelmét is felkeltették a feltörekvő zenészek, majd le is szerződtették őket a Deathwish Inc. nevezetű zenekiadóhoz. Nem sokkal ezután, 2011 áprilisában kiadták debütáló albumukat, a Roads of Judah-ot. 
2013-ban megjelentették a Sunbather nevű albumot, amely széles körű elismerésre tett szert, így az Egyesült Államok egyik legmagasztosabb albumává vált abban az évben. 2015-ben közzétették harmadik hanglemezeküket, a New Bermudá-t. 2018-ban kiadott Ordinary Corrupt Human Love című negyedik Deafheaven-albumról Honeycomb dalukat Grammy-díjra jelölték a következő évben a Best Metal Performance kategóriában.

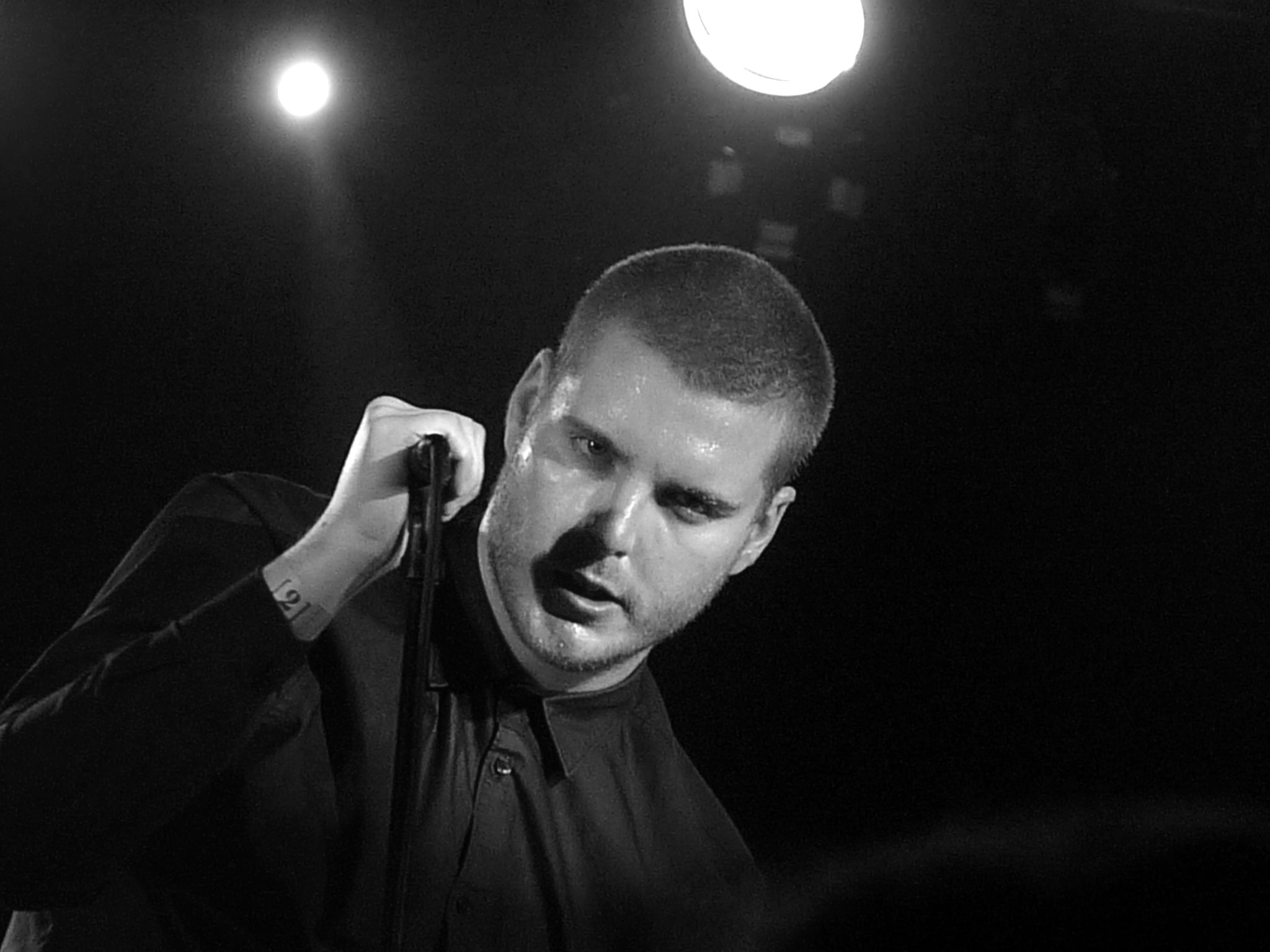
George Clarke, az együttes vokalistája, egyik alapító tagja

A Deafheaven zeneileg kevert, eklektikus elemeket tartalmaz, ideértve olyan műfajokat mint a black metal, post-rock, post-metal, illetve az aréna rock.

## Diszkográfia
Stúdióalbumok
- Roads to Judah (2011)
- Sunbather (2013)
- New Bermuda (2015)
- Ordinary Corrupt Human Love (2018)

Koncertalbumok
- Live at The Blacktop (2011)